# Baralla
Baralla è un comune spagnolo di 3 305 abitanti situato nella comunità autonoma della Galizia.

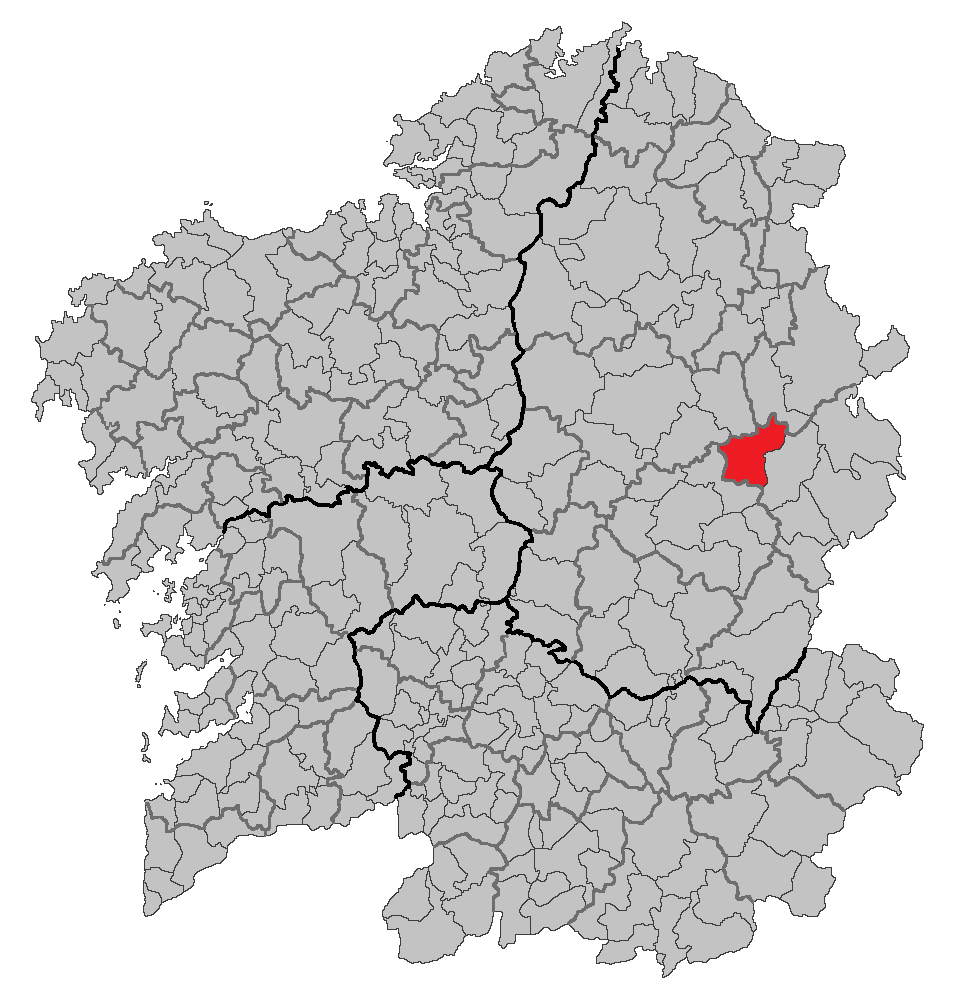
Baralla, Lugo, Galizia